# Acidaro
El acidaro es una especie de sombrero o birrete. 
El acidaro fue utilizado en lo antiguo en Persia, el Ponto, Armenia y Egipto por los monarcas y altos dignatarios. Era ancho en la parte inferior y terminaba en punta aguda y vuelta. Tenía dos aletas en las sienes para abrigar las orejas y dos pequeños cuernos figurando la luna en un cuarto creciente.